# Persone di nome Roberto/Politici
| Questa pagina contiene informazioni ricavate automaticamente dalle voci biografiche con l'ausilio del template Bio e di un bot. L'aggiornamento è periodico e automatico e ricostruisce completamente la pagina. Se manca una persona in questa lista, sei pregato di non aggiungerla, ma accertati piuttosto che la sua voce biografica contenga il template Bio e che i dati anagrafici siano correttamente compilati. Se il template Bio manca, inseriscilo tu stesso o, in alternativa, metti l'avviso {{tmp\|Bio}} che ne segnala la mancanza. Se i dati riportati sono sbagliati, correggi direttamente la voce biografica; le modifiche saranno visibili in questa lista entro pochi giorni. Per chiarimenti vedi il progetto antroponimi. La lista contiene solo le 135 persone che sono citate nell'enciclopedia e per le quali è stato implementato correttamente il template Bio. Pagina aggiornata al 22 lug 2025. |

Questa è una lista di persone presenti nell'enciclopedia che hanno il nome Roberto e sono politici.

## A(7)
- Roberto Abbondanza, politico e storico italiano (Chieti, n. 1927 - Perugia, † 2009)
- Roberto Alboni, politico italiano (Seregno, n. 1963)
- Roberto Allevi, politico italiano (Ascoli Piceno, n. 1954)
- Roberto Andolfato, politico italiano (Crespano Veneto, n. 1841 - Crespano Veneto, † 1915)
- Roberto Antonione, politico italiano (Novara, n. 1953)
- Roberto Asquini, politico italiano (Udine, n. 1964)
- Roberto Avogadro, politico italiano (Alassio, n. 1954)

## B(14)
- Roberto Bagnasco, politico italiano (Novi Ligure, n. 1950)
- Roberto Baldassari, politico italiano (Milano, n. 1938)
- Roberto Barontini, politico italiano (Pistoia, n. 1934 - Pistoia, † 2022)
- Roberto Barracco, politico italiano (Spezzano Grande, n. 1836 - Napoli, † 1917)
- Roberto Barzanti, politico italiano (Monterotondo Marittimo, n. 1939)
- Roberto Battelli, politico sloveno (Pola, n. 1954 - Capodistria, † 2024)
- Roberto Benvenuti, politico italiano (Livorno, n. 1945 - Las Vegas, † 2010)
- Roberto Berardi, politico italiano (Grosseto, n. 1972)
- Roberto Bernardelli, politico italiano (Milano, n. 1949)
- Roberto Felice Bigliardo, politico italiano (Pomigliano d'Arco, n. 1952 - Ponza, † 2006)
- Roberto Biscardini, politico e urbanista italiano (Legnano, n. 1947)
- Roberto Borroni, politico e giornalista italiano (Mantova, n. 1949)
- Saturnino Braga, politico e ingegnere brasiliano (Rio de Janeiro, n. 1931 - Rio de Janeiro, † 2024)
- Roberto Bruni, politico italiano (Bergamo, n. 1949 - Bergamo, † 2019)

## C(16)
- Roberto Calderoli, politico italiano (Bergamo, n. 1956)
- Roberto Cantalupo, politico, diplomatico e saggista italiano (Napoli, n. 1891 - Roma, † 1975)
- Roberto Caon, politico italiano (Vigonza, n. 1963)
- Roberto Capelli, politico italiano (Nuoro, n. 1957)
- Roberto Cassola, politico italiano (Roma, n. 1941 - Roma, † 2011)
- Roberto Castelli, politico e ingegnere italiano (Lecco, n. 1946)
- Roberto Cataldi, politico e saggista italiano (Ascoli Piceno, n. 1960)
- Roberto Centaro, politico e magistrato italiano (Siracusa, n. 1953)
- Roberto Cicciomessere, politico e informatico italiano (Bolzano, n. 1946 - Roma, † 2023)
- Roberto Cociancich, politico italiano (Milano, n. 1961)
- Roberto Mario Sergio Commercio, politico italiano (Catania, n. 1955)
- Roberto Cosolini, politico italiano (Trieste, n. 1956)
- Roberto Costanzo, politico e saggista italiano (San Marco dei Cavoti, n. 1929)
- Roberto Cota, politico italiano (Novara, n. 1968)
- Roberto Cotti, politico italiano (Cagliari, n. 1961)
- Roberto Cuzzaniti, politico italiano (La Spezia, n. 1911 - Roma, † 1994)

## D(10)
- Roberto D'Aubuisson, politico e militare salvadoregno (Santa Tecla, n. 1944 - San Salvador, † 1992)
- Roberto Dal Cortivo, politico italiano (Carbonia, n. 1947)
- Roberto De Vecchi, politico italiano (Castelmassa, n. 1935 - Aosta, † 2023)
- Roberto De Vito, politico italiano (Firenze, n. 1867 - Roma, † 1959)
- Roberto Della Torre, politico italiano (Taranto, n. 1939)
- Roberto Deriu, politico italiano (Nuoro, n. 1969)
- Roberto Di Giovan Paolo, politico e giornalista italiano (Roma, n. 1962)
- Roberto Di Rosa, politico italiano (Genova, n. 1939 - Rapallo, † 2010)
- Roberto Dipiazza, politico italiano (Aiello del Friuli, n. 1953)
- Roberto de Sauget, politico e militare italiano (Monteleone Calabro, n. 1786 - Napoli, † 1872)

## F(5)
- Roberto Farinacci, politico, giornalista e generale italiano (Isernia, n. 1892 - Vimercate, † 1945)
- Roberto Paolo Ferrari, politico italiano (Lecco, n. 1974)
- Roberto Fico, politico italiano (Napoli, n. 1974)
- Roberto Forges Davanzati, politico e giornalista italiano (Napoli, n. 1880 - Roma, † 1936)
- Roberto Franchi, politico italiano (Siena, n. 1938 - Siena, † 1995)

## G(9)
- Roberto Gambino, politico italiano (Palermo, n. 1962)
- Roberto Ghiglianovich, politico e patriota italiano (Zara, n. 1863 - Gorizia, † 1930)
- Roberto Giachetti, politico italiano (Roma, n. 1961)
- Roberto Giollo, politico italiano (Adria, n. 1943 - Adria, † 2016)
- Roberto Giorgetti, politico sammarinese (Borgo Maggiore, n. 1962)
- Roberto Giovannini, politico italiano (Prato, n. 1918 - † 1995)
- Roberto Gravina, politico italiano (Roma, n. 1977)
- Roberto Gualtieri, politico e storico italiano (Roma, n. 1966)
- Roberto Guerzoni, politico italiano (Modena, n. 1954)

## J(1)
- Roberto Jefferson, politico e avvocato brasiliano (Petropolis, n. 1953)

## L(8)
- Roberto Lagalla, politico italiano (Bari, n. 1955)
- Roberto Lasagna, politico italiano (La Spezia, n. 1935)
- Roberto Lavagna, politico e economista argentino (Buenos Aires, n. 1942)
- Roberto Lavagnini, politico italiano (Bubbiano, n. 1934 - † 2008)
- Roberto Liotti, politico italiano (Merano, n. 1946)
- Roberto Lodati, politico italiano (Caserta, n. 1893)
- Roberto Louvin, politico italiano (Aosta, n. 1960)
- Roberto Lucifredi, politico e giurista italiano (Genova, n. 1909 - Genova, † 1981)

## M(15)
- Roberto Maffioletti, politico e avvocato italiano (Roma, n. 1927 - Roma, † 2015)
- Roberto Manzione, politico e avvocato italiano (Salerno, n. 1953)
- Roberto Marchini, politico italiano (Valbondione, n. 1940)
- Roberto Marmo, politico italiano (Canelli, n. 1952)
- Roberto Marmugi, politico, partigiano e sindacalista italiano (Empoli, n. 1921 - Roma, † 1972)
- Roberto Maroni, politico italiano (Varese, n. 1955 - Lozza, † 2022)
- Roberto Marti, politico italiano (Lecce, n. 1974)
- Roberto Menia, politico italiano (Pieve di Cadore, n. 1961)
- Roberto Meraviglia, politico italiano (Tarquinia, n. 1943 - Tarquinia, † 2019)
- Roberto Mezzaroma, politico italiano (Roma, n. 1946)
- Roberto Micheletti, politico e imprenditore honduregno (El Progreso, n. 1943)
- Roberto Mieville, politico italiano (Ferrara, n. 1919 - Latina, † 1955)
- Roberto Morassut, politico italiano (Roma, n. 1963)
- Roberto Mura, politico italiano (Pavia, n. 1955)
- Roberto Musacchio, politico italiano (Miami, n. 1956)

## N(2)
- Roberto Napoli, politico e medico italiano (Battipaglia, n. 1950)
- Roberto Novelli, politico italiano (Udine, n. 1962)

## O(2)
- Roberto Occhiuto, politico italiano (Cosenza, n. 1969)
- Roberto Marcelino Ortiz, politico argentino (Buenos Aires, n. 1886 - Buenos Aires, † 1942)

## P(6)
- Roberto Paganini, politico italiano (Agordo, n. 1849 - Roma, † 1912)
- Roberto Palleschi, politico italiano (Roma, n. 1925 - Roma, † 2009)
- Roberto Pella, politico italiano (Biella, n. 1970)
- Roberto Pinza, politico italiano (Forlì, n. 1941)
- Roberto Prearo, politico italiano (Pontecchio Polesine, n. 1905 - † 1982)
- Roberto Pucci, politico italiano (Massa, n. 1947)

## R(12)
- Roberto Rampi, politico italiano (Merate, n. 1977)
- Roberto Rao, politico e giornalista italiano (Roma, n. 1968)
- Roberto Raschi, politico sammarinese
- Roberto Rinani, politico italiano (Padova, n. 1947)
- Roberto Robaina, politico e pittore cubano (Pinar del Río, n. 1956)
- Roberto I di Capua, politico italiano († 1120)
- Roberto Lucio Rosaia, politico e medico italiano (La Spezia, n. 1924 - † 1999)
- Roberto Rossini, politico italiano (Fano, n. 1982)
- Roberto Rosso, politico e avvocato italiano (Casale Monferrato, n. 1960)
- Roberto Rosso, politico italiano (Torino, n. 1967)
- Roberto Ruini, politico italiano (Sassuolo, n. 1964)
- Roberto Ruta, politico italiano (Campobasso, n. 1966)

## S(11)
- Roberto Salerno, politico italiano (Torino, n. 1954)
- Roberto Scanagatti, politico italiano (Monza, n. 1954)
- Roberto Scarpinato, politico e ex magistrato italiano (Caltanissetta, n. 1952)
- Roberto Scheda, politico e avvocato italiano (Livorno, n. 1942)
- Roberto Sciacca, politico italiano (Roma, n. 1959)
- Roberto Simonetti, politico italiano (Biella, n. 1973)
- Roberto Soffritti, politico italiano (Ferrara, n. 1941)
- Roberto Spano, politico italiano (La Spezia, n. 1935)
- Roberto Speciale, politico italiano (Chiavari, n. 1943)
- Roberto Speranza, politico italiano (Potenza, n. 1979)
- Roberto Suazo Córdova, politico e medico honduregno (La Paz, n. 1927 - Tegucigalpa, † 2018)

## T(6)
- Roberto Tognazzi, politico e avvocato italiano (Livorno, n. 1899 - Venezia, † 1974)
- Roberto Tortoli, politico e dirigente d'azienda italiano (Roma, n. 1943)
- Roberto Traversi, politico italiano (Milano, n. 1969)
- Roberto Traversini, politico lussemburghese (Cantiano, n. 1963)
- Roberto Tremelloni, politico e giornalista italiano (Milano, n. 1900 - Brunico, † 1987)
- Roberto Turri, politico italiano (San Bonifacio, n. 1974)

## U(1)
- Roberto Ulivi, politico italiano (Pistoia, n. 1941)

## V(6)
- Roberto Vasai, politico italiano (Montevarchi, n. 1951)
- Roberto Villetti, politico italiano (Roma, n. 1944 - † 2019)
- Roberto Visconti, politico e architetto italiano (Salerno, n. 1930 - Salerno, † 2019)
- Roberto Visentin, politico italiano (Aosta, n. 1952)
- Roberto Visentin, politico italiano (Spilimbergo, n. 1953)
- Roberto Vitali, politico italiano (Milano, n. 1940)

## Z(4)
- Roberto Zaccaria, politico, dirigente pubblico e funzionario italiano (Rimini, n. 1941)
- Roberto Zaffini, politico italiano (Fano, n. 1961)
- Roberto Zanetti, politico svizzero (Soletta, n. 1954)
- Roberto Zileri Dal Verme, politico italiano (Roma, n. 1858 - Vicenza, † 1937)